# Andrea Giovannini
Andrea Giovannini (* 27. August 1993 in Trient) ist ein italienischer Eisschnellläufer.

## Werdegang
Giovannini hatte seinen ersten internationalen Erfolg bei den Juniorenweltmeisterschaften 2013 in Klobenstein. Dort gewann er Bronze im Vierkampf, Silber über 5000 m und Gold im Mehrkampf. Im Eisschnelllauf-Weltcup debütierte er im März 2013 in Erfurt und belegte dort im B-Weltcup den 13. Platz über 1500 m. Seine ersten Top-Zehn-Platzierungen im A-Weltcupeinzel erreichte er in der Saison 2013/14 mit zwei achten Plätzen in Inzell und in Heerenveen. Im Dezember 2013 wurde er italienischer Meister im Vierkampf und errang im folgenden Monat bei der Mehrkampfeuropameisterschaft 2014 in Hamar den 14. Platz. Bei den Olympischen Winterspielen 2014 in Sotschi kam er auf den 17. Platz über 5000 m und bei der Mehrkampfweltmeisterschaft 2014 in Heerenveen den 17. Platz. Zu Beginn der Saison 2014/15 holte er in Seoul im Massenstart seinen ersten Weltcupsieg. Es folgten weitere Top-Zehn-Resultate im Massenstart und zum Saisonende der 12. Platz im Gesamtweltcup und den dritten Rang im Massenstart-Weltcup. Bei der Mehrkampfeuropameisterschaft 2015 in Tscheljabinsk errang er den 11. Platz und bei den Einzelstreckenweltmeisterschaften 2015 in Heerenveen den 14. Platz über 5000 m und jeweils den fünften Platz im Massenstart und in der Teamverfolgung.
Zu Beginn der Saison 2015/16 belegte Giovannini in Calgary den dritten Platz in der Teamverfolgung. Im weiteren Saisonverlauf kam er im A-Weltcup sieben Mal unter die ersten Zehn und erreichte zum Saisonende den zehnten Platz im Gesamtweltcup über 5000/10.000 m. Im Dezember 2015 wurde er italienischer Meister im Vierkampf. Im folgenden Monat belegte er bei der Mehrkampfeuropameisterschaft 2016 in Minsk den fünften Platz. Bei der Mehrkampfweltmeisterschaft 2016 in Berlin wurde er Sechster und errang bei den Einzelstreckenweltmeisterschaften 2016 in Kolomna den zehnten Platz über 5000 m und den vierten Platz in der Teamverfolgung. In der Saison 2016/17 siegte er im Massenstart in Astana und belegte in Heerenveen den dritten Platz in der Teamverfolgung. Bei den Einzelstreckenweltmeisterschaften 2017 in Gangwon lief er auf den 20. Platz im Massenstart, auf den 12. Rang über 5000 m und auf den sechsten Platz in der Teamverfolgung. Bei der Mehrkampfweltmeisterschaft Anfang März 2017 in Hamar wurde er Sechster. Die Saison beendete er auf dem zehnten Platz im Gesamtweltcup über 5000/10.000 m und auf dem zweiten Rang im Massenstart-Weltcup. In der folgenden Saison erreichte er zwei zweiten Plätzen in der Teamverfolgung und einen Sieg im Massenstart in Calgary den achten Platz im Gesamtweltcup über 5000/10.000 m und den zweiten Rang im Massenstart-Weltcup. Bei den Europameisterschaften im Januar 2018 in Kolomna holte er die Silbermedaille im Massenstart. Zudem errang er dort den 13. Platz über 5000 m und den fünften Platz in der Teamverfolgung. Seine besten Platzierungen beim Saisonhöhepunkt, den Olympischen Winterspielen 2018 in Pyeongchang, waren der 12. Platz im Massenstart und der sechste Rang in der Teamverfolgung. Bei der Mehrkampfweltmeisterschaft 2018 in Amsterdam kam er auf den 11. Platz.
Zu Beginn der Saison 2018/19 holte Giovannini in Obihiro im Massenstart seinen vierten Weltcupsieg. Bei der Mehrkampfeuropameisterschaft im Januar 2019 in Klobenstein wurde er Sechster im Großen-Vierkampf. Bei den Einzelstreckenweltmeisterschaften 2019 in Inzell belegte er den 13. Platz über 5000 m, den sechsten Rang in der Teamverfolgung und den vierten Platz im Massenstart. Anfang März 2019 lief er bei der Mehrkampfweltmeisterschaft 2019 in Calgary auf den 14. Platz. Die Saison beendete er jeweils im Gesamtweltcup 5000/10.000 m und im Massenstartweltcup jeweils auf den zehnten Platz.
Giovannini wurde fünfmal italienischer Meister im Großen-Vierkampf (2014, 2016–2019) und zweimal im Massenstart (2017, 2019).

## Persönliche Bestzeiten
- 500 m      36,57 s (aufgestellt am 7. März 2015 in Calgary)
- 1000 m    1:10,56 min (aufgestellt am 20. Oktober 2017 in Inzell)
- 1500 m    1:44,17 min (aufgestellt am 3. Dezember 2017 in Calgary)
- 3000 m    3:40,07 min (aufgestellt am 7. Oktober 2017 in Inzell)
- 5000 m    6:08,80 min (aufgestellt am 10. Dezember 2017 in Salt Lake City)
- 10.000 m    13:03,00 min (aufgestellt am 26. Februar 2025 in Calgary)

## Teilnahmen an Weltmeisterschaften und Olympischen Winterspielen

### Olympische Spiele
- 2014 Sotschi: 17. Platz 5000 m
- 2018 Pyeongchang: 6. Platz Teamverfolgung, 12. Platz Massenstart, 20. Platz 5000 m, 27. Platz 1500 m
- 2022 Peking: 11. Platz Massenstart, 20. Platz 5000 m

### Einzelstrecken-Weltmeisterschaften
- 2015 Heerenveen: 5. Platz Teamverfolgung, 5. Platz Massenstart, 14. Platz 5000 m
- 2016 Kolomna: 4. Platz Teamverfolgung, 10. Platz 5000 m
- 2017 Gangwon: 6. Platz Teamverfolgung, 12. Platz 5000 m, 20. Platz Massenstart
- 2019 Inzell: 4. Platz Massenstart, 6. Platz Teamverfolgung, 13. Platz 5000 m
- 2020 Salt Lake City: 6. Platz Teamverfolgung, 11. Platz 5000 m, 16. Platz Massenstart
- 2021 Heerenveen: 5. Platz Teamverfolgung, 11. Platz Massenstart, 14. Platz 5000 m, 15. Platz 1500 m
- 2023 Heerenveen: 3. Platz Massenstart, 4. Platz Teamverfolgung, 8. Platz 10.000 m, 15. Platz 5000 m
- 2024 Calgary: 1. Platz Teamverfolgung, 4. Platz Massenstart, 16. Platz 5000 m
- 2025 Hamar: 1. Platz Massenstart, 2. Platz Teamverfolgung

### Mehrkampf-Weltmeisterschaften
- 2014 Heerenveen: 17. Platz Großer Vierkampf
- 2016 Berlin: 6. Platz Großer Vierkampf
- 2017 Hamar: 6. Platz Großer Vierkampf
- 2018 Amsterdam: 11. Platz Großer Vierkampf
- 2019 Calgary: 14. Platz Großer Vierkampf
- 2020 Hamar: 23. Platz Großer Vierkampf

## Weltcupsiege

### Weltcupsiege im Einzel
| Nr. | Datum             | Ort                 | Disziplin   |
| --- | ----------------- | ------------------- | ----------- |
| 1.  | 23. November 2014 | Seoul               | Massenstart |
| 2.  | 4. Dezember 2016  | Astana              | Massenstart |
| 3.  | 3. Dezember 2017  | Calgary             | Massenstart |
| 4.  | 17. November 2018 | Obihiro             | Massenstart |
| 5.  | 11. Dezember 2022 | Calgary             | Massenstart |
| 6.  | 19. November 2023 | Peking              | Massenstart |
| 7.  | 8. Dezember 2023  | Tomaszów Mazowiecki | Massenstart |
| 8.  | 2. März 2025      | Heerenveen          | Massenstart |

### Weltcupsiege im Team
| Nr. | Datum             | Ort        | Disziplin        |
| --- | ----------------- | ---------- | ---------------- |
| 1.  | 8. Dezember 2019  | Nur-Sultan | Teamverfolgung 1 |
| 2.  | 24. November 2024 | Nagano     | Teamverfolgung 2 |